# Dave Burns
David „Dave“ Burns (* 5. März 1924 in Perth Amboy, New Jersey; † 5. April 2009 in Freeport, New York) war ein US-amerikanischer Jazz-Musiker (Trompete, Flügelhorn), Arrangeur, Komponist und Musikpädagoge.

## Leben
Dave Burns begann seine Karriere 1942/43 bei den Savoy Sultans; während seines Militärdienstes 1943–45 leitete er eine Air-Force-Band. Nach seiner Entlassung aus der Armee spielte er bis 1949 in Dizzy Gillespies Bigband, danach bis 1952 im Duke Ellington Orchestra und bis 1957 bei James Moody, zu hören auf dessen Alben Mood's Moods for Blues oder Hi Fi Party. 1957 erhielt er einen Kompositionsauftrag von der NAACP. Nach drei Jahren als freischaffender Musiker, in denen er u. a. beim Blue Note-Album A.T.'s Delight 1960 von Art Taylor mitwirkte, wurde er 1961 Mitglied der Band von Billy Mitchell und Al Grey, in dieser Zeit nahm er zwei Alben im Hardbop-Idiom unter eigenem Namen für Vanguard Records auf, an denen u. a. Kenny Barron, Steve Davis, Otis „Candy“ Finch, Bobby Hutcherson, Herbie Morgan, Billy Mitchell und Harold Mabern mitwirkten.
1963 ging er zu Willie Bobo. 1965/66 war er als Studiomusiker für eine NBC-Fernsehshow tätig; von 1966 bis 1968 leitete er eine Gruppe mit Bill English, die im Minton’s auftrat. Ab 1968 war er auch als Musikpädagoge in Schulen im Rahmen des International Art of Jazz-Programms; er unterrichtete auch an der New York University.
Burns wirkte im Laufe seiner Karriere außerdem an Aufnahmen von Eddie Jefferson, Milt Jackson, Johnny Griffin, George Wallington und Dexter Gordon mit; er war stilistisch stark von Gillespie und Clifford Brown beeinflusst, als Arrangeur von Gil Fuller, Tadd Dameron und Quincy Jones.

## Diskographische Hinweise
- Dave Burns (Vanguard, 1962)
- Warming Up (Vanguard, 1964)